# 吉诺·贝洛尼
吉诺·贝洛尼（義大利語：Gino Belloni，1884年9月20日—1924年1月22日），意大利前男子击剑运动员。他曾代表意大利参加1912年夏季奥林匹克运动会击剑比赛男子团体佩剑小项，结果获得第五名。